# Mercè Madolell
Mercè Madolell i Aragonès (Barcelona, 2 de enero de 1940) es una cantante española en lengua catalana vinculada al movimiento de la Nova Cançó, estuvo en activo a mediados de los años 60 con el nombre artístico de Mercè Madolell.

## Trayectoria artística[2]
La vinculación de Mercè Madolell con la canción popular catalana tuvo lugar a mediados de los años 60, cuando grabó tres discos EP para la discográfica Concèntric con arreglos del músico Francesc Burrull. Durante un tiempo el colectivo Els Setze Jutges consideraron si incluir a Madolell entre sus miembros, pero como ya había publicado algunos discos no lo consideraron necesario para su mayor promoción, aunque participó en muchos conciertos conjuntamente con sus miembros durante los años de su actividad artística.
Su primer EP se publicó en 1966 con el título Mercè Madolell canta Jacques Brel, cuatro canciones en adaptación catalana del cantautor belga Jacques Brel en traducción de Josep Maria Espinàs (No te'n vagis pas, Hem d'aprendre a mirar, Els pastors y Si només tens l'amor, adaptaciones de Ne me quitte pas, Il nous faut regarder, Les bergers adaptada por F. Vallverdú y finalmente Quand on n'a que l'amour respectivamente).
Igualmente en 1966 y con adaptaciones de otros autores de la chanson al catalán también por Josep Maria Espinàs, Madolell graba el EP Mercè Madolell, incluyendo dos temas de Jean Ferrat (Eren trenta innocents y Visca!, adaptaciones de Nuit et brouillard y Hourrah), además de una obra de Jacques Prévert y Joseph Kosma (El guardià del far, adaptación de Le gardien du phare aime trop les oiseaux) y una de Guy Béart (El bar de tantes nits, adaptación de Bal chez Temporel).
Su tercer disco, el EP Les cançons de Mercè Madolell, llega en 1967 con tres poemas con música de la cantante (Pobres de mena de Josep Carner, Adéu abans d'hora de Ramon Folch i Camarasa y Roderes i camins de Josep Maria Andreu)  y un tema íntegro de su propia autoría con aires de jazz (Amics), con este EP recibió el Gran Premi del Disc Català a la mejoor composición-interpretación.
Mercè Madolell actuó muchas veces con los Jutges. Cantó en la televisión de Suiza y pasó largas temporadas como una de las figuras de la mítica Cova del Drac de Barcelona. Una de sus grandes noches fue en un recital benéfico el 13 de marzo del 1968 en el salón Price de Barcelona, en favor de las todavía clandestinas Comisiones Obreras, aquella noche también cantaron Maria Amèlia Pedrerol, Quico Pi de la Serra, Rafael Subirachs, Guillem d'Efak y Raimon.
A finales de los 60, Madolell cantó en directo nuevos poemas musicados de otros poetas, como Cançó dels pirates de secà de Miquel Desclot, y grabó alguno de ellos con el músico Joan Albert Amargós, finalmente no llegaron a publicarse en disco y abandonó definitivamente la canción.